# Allan Stanley

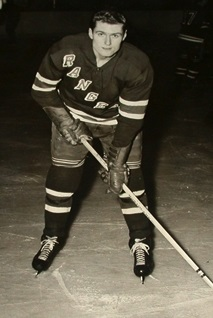
Allan Stanley.

Allan Herbert Stanley (1 de marzo de 1926 - 18 de octubre de 2013) fue un canadiense jugador de hockey sobre hielo profesional que se desempeñó de defensa para los New York Rangers, Chicago Blackhawks, Boston Bruins, Philadelphia Flyers y Toronto Maple Leafs de la National Hockey League, y la versión Western Hockey League de Vancouver Canucks.

## Carrera
Pasó sus temporadas 1943-1948 con varios equipos, incluyendo los Boston Olympics (EHL), Porcupine Combines (NOHA), y los Providence Reds (AHL). Finalmente, comenzó su carrera en la NHL en 1948-49 con los Rangers de Nueva York.
Él jugó cinco años en Nueva York antes de pasar la temporada 1953-1954 en la WHL con Vancouver. Stanley comenzó su temporada 1954-1955 en Nueva York con los Rangers y pronto se cambió a los Black Hawks de Chicago, donde terminó esa temporada y la siguiente.